# 7.62×38mmR
7.62×38mmR（也称7.62纳甘弹，R型弹药），是一种在1890年为納甘M1895左輪手槍专门设计的弹药。1927年费多尔·托卡列夫设计制造的实验性冲锋枪M1927托卡列夫也使用7.62纳甘弹。但是此枪从未被苏联军队采用。

## 背景
7.62纳甘弹的结构比较特殊，其子弹不似其他子弹一般突出在弹壳外，而是藏在弹壳里面，弹壳头部有缩口。这种特殊的构造来自比利时设计师莱奥·纳甘对气密转轮手枪特殊的设计。在扣动扳机，但子弹还没有被击发前，弹仓会向枪管组件靠拢，在发射时弹壳缩口扩展，与枪管形成气密。枪口初速相比同等级的左轮枪会提高23米/秒左右。
由于莫辛-納甘步槍也是7.62mm口径，所以选择7.62mm口径来简化子弹的制造。
商业制造的7.62纳甘弹现在也尚可循迹（不像7.92×33mm Kurz弹一般难找）。意大利弹药厂家福尔茨（Fiocchi）有制造此弹，数据如下：6.35 g金属全被甲弹头，V2.5速230米/秒，E2.5能量168焦耳，最大C.I.P.膛压770bar。塞尔维亚公司PP（Prvi Partizan）现今也在制造与福尔茨装药量相似的7.62纳甘弹。以前子弹底缘印着"HotShot"牌，但现在只印Prvi Partizan。